# Mary Anderson (actriz nacida en 1897)

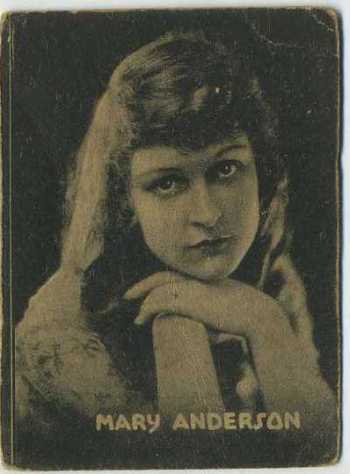
Mary Anderson.

Mary Anderson (Brooklyn, Nueva York; 28 de junio de 1897-El Cajón, California; 22 de junio de 1986) fue una actriz estadounidense, que apareció en 77 películas mudas, entre 1914 y 1923.

## Biografía

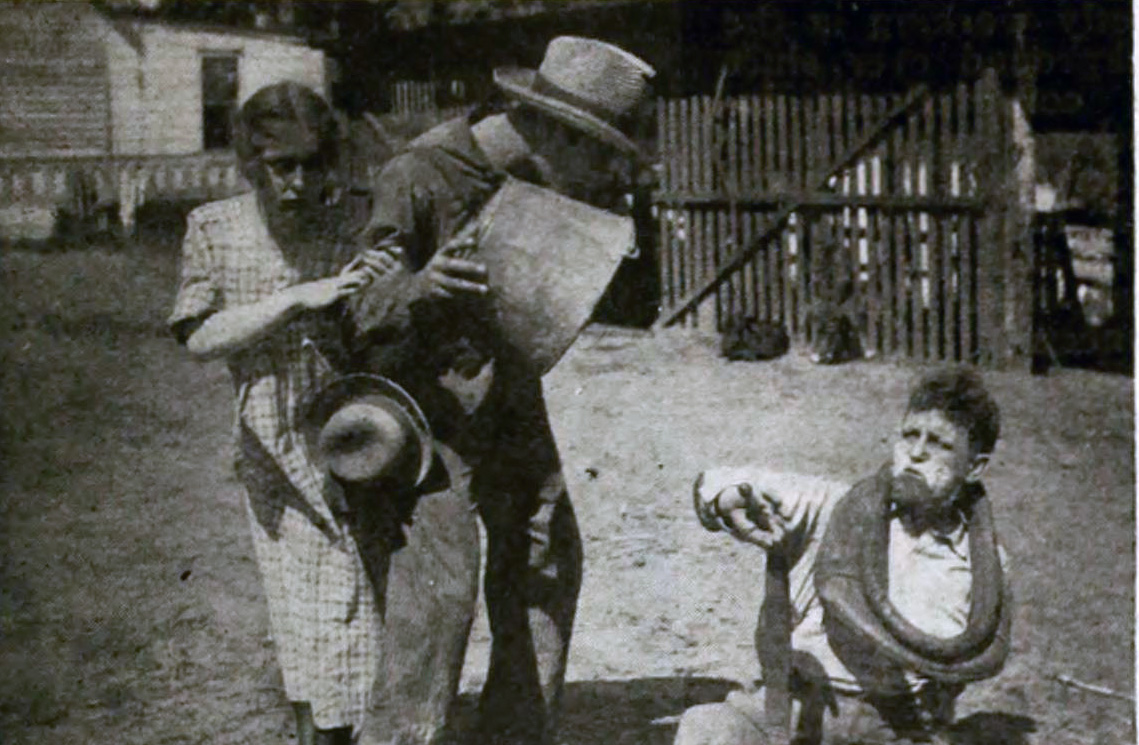
Her Loving Relations (1916)

Anderson nació en Brooklyn, Nueva York, era hija de la actriz Nellie Anderson, fue educada en la Erasmus Hall High School en la misma ciudad. Anderson también asistió a la escuela Holy Cross e hizo su primera aparición en público como bailarina griega en eventos de caridad. Anderson había sido vista en muchas producciones desde el primer día en que hizo su aparición en la pantalla grande para Vitagraph Studios.
Una actriz popular, que había hecho probablemente su mejor trabajo en la producción característica de Irvin Willat, The False Faces (1919), para su publicación a través de Ince-Paramount. Anderson produjo su propia película, Bubbles (1920), que tuvo una espléndida acogida por parte del público. Su altura era de 4 pies y 11 pulgadas —4,917 pies (1,50 m)— y 105 libras (47,63 kg), tenía el cabello dorado y ojos azules. Era una experta nadadora.
Más tarde trabajó para Famous Players-Lasky y Canyon Pictures. Se casó con el cinematógrafo Pliny Goodfriend, del que se divorciaría en 1937,
Murió en El Cajón, California, seis días antes de celebrar su 89.º cumpleaños.